# Thetford (Vermont)
Thetford és una població dels Estats Units a l'estat de Vermont. Segons el cens del 2000 tenia 2.617 habitants.

## Demografia
Segons el cens del 2000, Thetford tenia 2.617 habitants, 1.032 habitatges, i 730 famílies. La densitat de població era de 23,2 habitants per km².
Dels 1.032 habitatges en un 36,8% hi vivien nens de menys de 18 anys, en un 59,4% hi vivien parelles casades, en un 7,1% dones solteres, i en un 29,2% no eren unitats familiars. En el 23,2% dels habitatges hi vivien persones soles el 6,6% de les quals corresponia a persones de 65 anys o més que vivien soles. El nombre mitjà de persones vivint en cada habitatge era de 2,54 i el nombre mitjà de persones que vivien en cada família era de 3.
Per edats la població es repartia de la següent manera: un 26,9% tenia menys de 18 anys, un 5,5% entre 18 i 24, un 29,8% entre 25 i 44, un 27,4% de 45 a 60 i un 10,3% 65 anys o més.
L'edat mediana era de 39 anys. Per cada 100 dones de 18 o més anys hi havia 90,5 homes.
La renda mediana per habitatge era de 48.333 $ i la renda mediana per família de 55.323 $. Els homes tenien una renda mediana de 35.121 $ mentre que les dones 29.839 $. La renda per capita de la població era de 22.870 $. Entorn del 4% de les famílies i el 5,7% de la població estaven per davall del llindar de pobresa.